# Edmund Fröhlich (Manager)
Edmund Fröhlich (* 8. November 1956 in Jagstzell, Ostalbkreis) ist ein deutscher Sozial- und Klinikmanager, Verbandsfunktionär und Mitgründer der Arbeiterwohlfahrt (AWO) in den neuen deutschen Bundesländern.

## Leben
Fröhlich stammt aus Baden-Württemberg und studierte Sozial- und Erziehungswissenschaften in München. Nach seinem Abschluss war er in leitenden Funktionen der Gesundheits- und Sozialwirtschaft sowie im Management für verschiedene Pflegeeinrichtungen und Rehabilitationskliniken tätig.
Er engagierte sich seit den 1980er Jahren bei der Arbeiterwohlfahrt, seit 1987 war er Vorsitzender des Landesausschusses für Altenhilfe in Bayern. Zuvor war er als Kreisvorsitzender der AWO in Ebersberg und später als stv. Bezirksvorsitzender für Ober- und Mittelfranken tätig.
Fröhlich wirkte maßgeblich beim Wiederaufbau der Arbeiterwohlfahrt in den neuen deutschen Bundesländern mit und gründete gemeinsam mit dem Politiker Walter Knauer am 18. Februar 1990 in Sonneberg die AWO in der DDR – die erste Gründung der AWO auf dem Gebiet der DDR 57 Jahre nach ihrem Verbot durch die Nationalsozialisten und der Nichtwiederzulassung durch Politiker der DDR.
Im Jahr 2000 wurde Fröhlich zum Geschäftsführer bei der Klinikgruppe Enzensberg ernannt. Zuvor fungierte er bereits sieben Jahre lang als stellvertretender Geschäftsführer.
2003 wurde Fröhlich zum neuen Hauptgeschäftsführer der Sanitas Kliniken in Unterschleißheim bei München berufen, die zum damaligen Zeitpunkt aus 11 Kliniken bestand. Aufgrund einer Korruptionsaffäre der früheren Gesellschafter musste Fröhlich die Klinik-Gruppe wegen drohender Zahlungsunfähigkeit als insolvent beim Amtsgericht München melden. Die Sanitas-Kliniken waren 2003 aufgrund gefälschter (Due-Diligence) Gutachten überteuert von der SRH-Kliniken AG aufgekauft worden.
Anschließend arbeitete Fröhlich als Geschäftsführer der medinet Spessart-Klinik, die hauptsächlich krankhaft übergewichtige Kinder versorgt. Während seiner Zeit als Vorstand der medinet AG und Manager der Klinik im hessischen Bad Orb sanierte Fröhlich die Einrichtung durch eine strategische Neupositionierung und machte sie „zur bekanntesten Rehabilitationsklinik“ für Menschen mit Adipositas in Deutschland.
2007 veröffentlichte Fröhlich gemeinsam mit der Journalistin Susanne Finsterer das Buch Generation Chips. Computer und Fastfood, was unsere Kinder in die Fettsucht treibt. Das Werk thematisiert die Verlierer der Generation Y, die viel Zeit vor Computer und Fernseher verbringen, sich ungesund ernähren und wenig bewegen. Mit dem Buch und seiner sonstigen Arbeit möchte Fröhlich auf das Zusammenwirken von Bildung, einseitiger Ernährung und zu hohem Medienkonsum aufmerksam machen.
Seit 2008 ist Fröhlich als Berater und Interimsmanager tätig. Ab 2009 war er als Netzwerkmanager für das Ärztenetz Spessart tätig. Und bis 2017 Aufsichtsratsvorsitzender dieser Ärztegenossenschaft. Er war außerdem als Interims-Geschäftsführer u. a. für die AWO Gesundheitsdienste GmbH und für die Deutsche Multiple Sklerose Gesellschaft (DMSG) Hessen tätig. Neben dem Interimsmanagement engagiert sich Fröhlich weiterhin in den Bereichen Bildung, Gesundheit, Pädagogik und Soziale Arbeit.
Fröhlich hat 2009 die Bundesgeschäftsstelle der Deutschen Gesellschaft für Allgemeinmedizin und Familienmedizin (DEGAM) aufgebaut und leitete sie bis zum 30. Juni 2022. Im September 2022 wurde er als Schatzmeister ins geschäftsführende Präsidium der Fachgesellschaft gewählt. Von 2017 bis 2024 war er Geschäftsführer der Deutschen Stiftung für Allgemeinmedizin und Familienmedizin (DESAM), seit 2025 deren Vorsitzender des Stiftungsrates.

## Positionen
Fröhlich engagiert sich für gesundheitliche Themen, insbesondere den Zusammenhang von sozialem Status, Bildung und Gesundheit im Kontext von Adipositas Prävention und Rehabilitation bei jungen Menschen. Er appellierte für die Einführung eines Pflichtfaches „Gesundheitskunde“ und für regelmäßige gesundheitliche Untersuchungen an Schulen. Fröhlich forderte außerdem, dass Adipositas bei Kindern in besonderen Fällen als eine Form der Misshandlung durch Eltern eingestuft wird.

## Mitgliedschaften
Fröhlich war ehrenamtlich als Vorsitzender des hessischen Landesverbands der Deutschen Kinderhilfe sowie im Vorstand des Kindernetzwerkes aktiv. Er ist Gründer und Initiator des Adipositasnetzwerk Hessen, welches die Zusammenarbeit von Ämtern, Kliniken, Schulen, und weiteren Initiativen in der Adipositastherapie bündelt. Er ist Mitgründer und war bis 2016 Beirat der Initiative Gesundheitswirtschaft Rhein-Main und ist ehemaliger stv. Vorsitzender der Deutschen Multiple Sklerose Gesellschaft (DMSG) Hessen. Fröhlich war von 2022 bis 2024 Vorsitzender der Stiftung Praxissiegel e.V. und von 2015 bis 2024 stellv. Vorstandsvorsitzender der arriba Genossenschaft.